# 丰安郡
丰安郡，中国南北朝时设置的郡。
东魏置永安郡，辖新城一县，隶属于北江州，治所在新城县（今河南省光山县西）。北齐改永安郡置丰安郡，北周丰安郡改属南光州，隋文帝开皇三年（583年）废除丰安郡，新城县改属南光州改名的光州。